# Sorbische Trachten

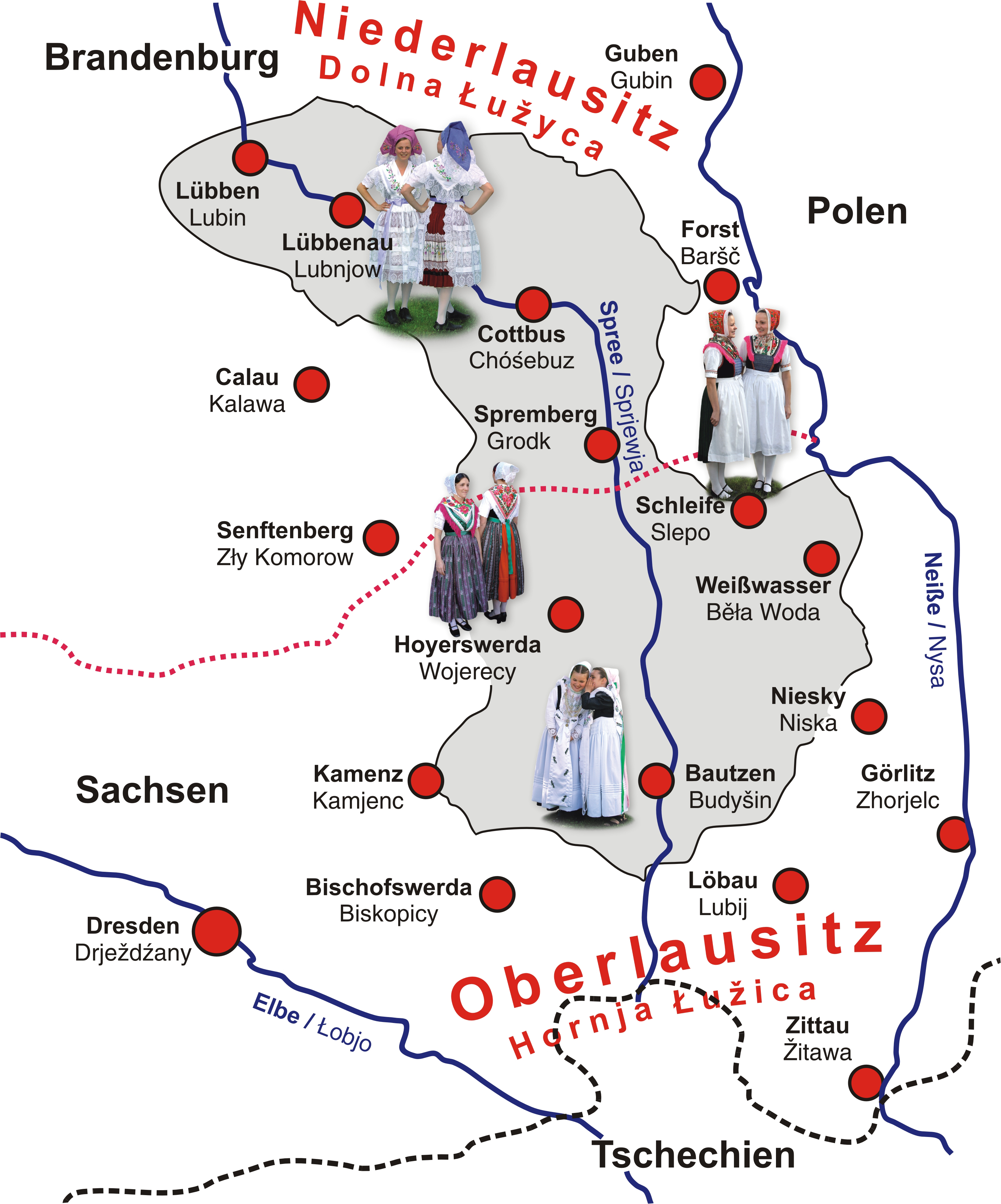
Verbreitungsgebiet der Sorben und der vier wichtigsten Trachten.

Die sorbischen Trachten bilden eine Trachtengruppe in der Lausitz, die seit Jahrhunderten zur kulturellen Identität der Sorben (Wenden) gehört. Heute gibt es noch vier unterschiedliche Alltagstrachten, die, wenn auch oft nicht mehr täglich, vorwiegend von Frauen (in traditionsbewussten Familien) getragen werden. In den anderen Trachtengebieten werden die Trachten in der Regel nur noch zu besonderen Anlässen getragen.

## Geschichte

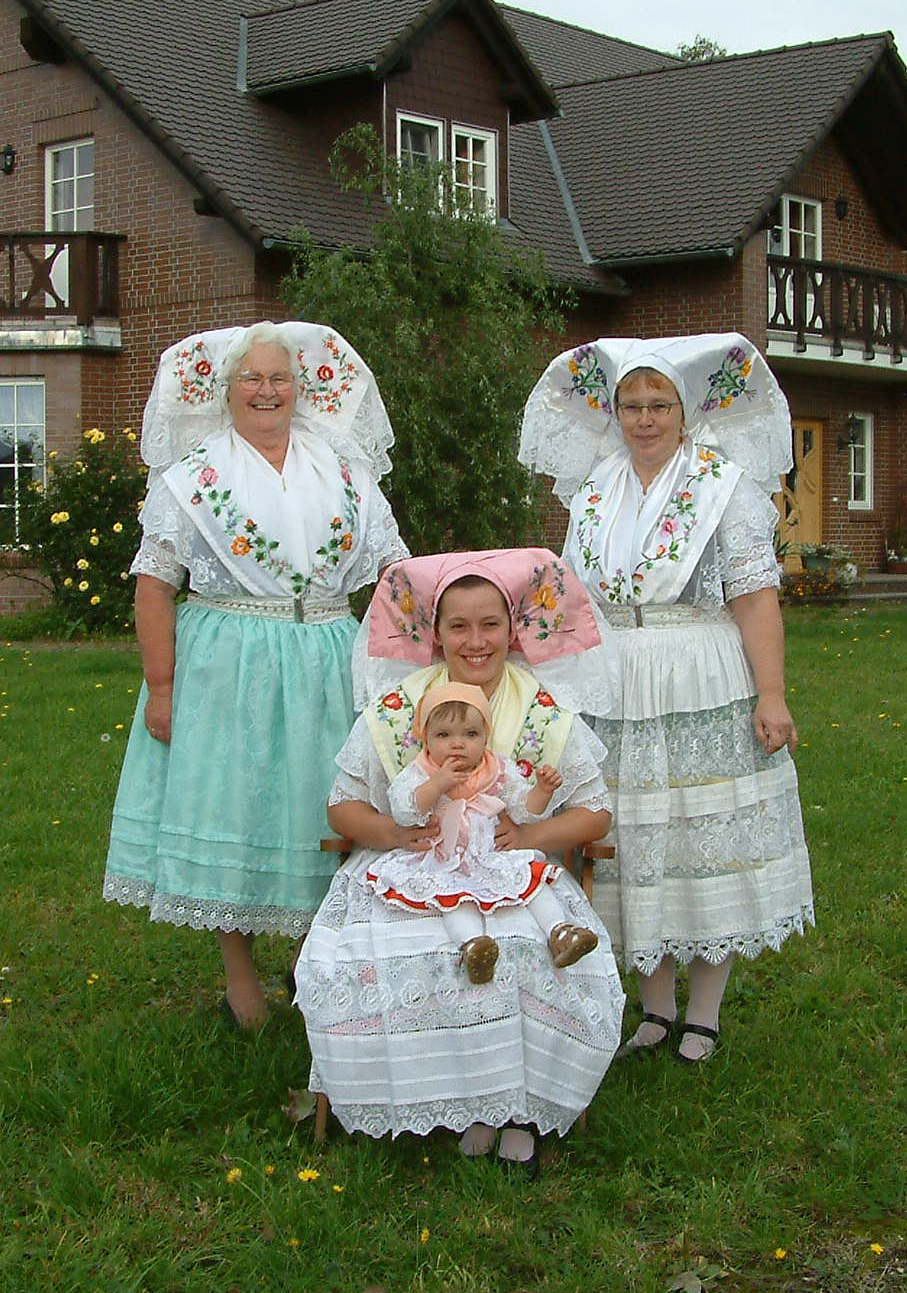
Sorbische Festtagstracht aus Raddusch

Noch um 1850 war das sorbische Trachtengebiet weitaus größer, heute gibt es nur noch einige Trachtenreste. Damals trugen noch die sorbischen Frauen in der Niederlausitz um Ziebingen, Aurith und Sorau (heutiges Polen) Tracht. Außerdem gab es die Trachten um Neu Zauche, um Lübbenau/Spreewald und um Horno. In der Oberlausitz gab es regional unterschiedliche Trachten jeweils um Senftenberg, Klitten, Nochten, Muskau und die Tracht der evangelischen Obersorben.
Bemerkenswert ist außerdem, dass neben der hier im Weiteren besprochenen Festtagstracht, die meist mit mehreren hundert Stecknadeln zusammengehalten wird und daher Stunden benötigt werden, um sie anzuziehen, auch eine Arbeitstracht, die für den täglichen Gebrauch auf Feld und im Haushalt bestimmt war, existierte. Diese wird noch heute vor allem auf dem Land von zumeist älteren Frauen getragen. Sie spielt jedoch für den Tourismus kaum eine Rolle und ist daher weitgehend unbekannt. Auch hier gab und gibt es regionale Unterschiede.

## Trachtengebiete
Das sorbische Trachtgebiet unterteilt sich in 11 Trachtenregionen, von denen in vieren die sorbische Tracht teilweise noch im Alltag getragen wird. In den anderen sorbischen Trachtenregionen werden die Trachten lediglich zu besonderen Anlässen (Zapust, Kokot) getragen oder sind als „Truhentrachten“ erhalten.

### Tracht der Niederlausitz
Die Trachten der Niederlausitz variieren von Dorf zu Dorf untereinander, größere Gruppen sind die wendische Tracht um Neu Zauche und um Cottbus. Bei den niedersorbischen Trachten macht sich seit dem 20. Jahrhundert eine Nivellierung bemerkbar, die aus dem immer größeren städtischen Einfluss resultierte. Ein Charakteristikum der niedersorbischen Tracht sind die Hauben, die bei der Größe variieren, wobei die Frauen um Burg die größten Hauben besitzen. Bei der Größenentwicklung hatte mit hoher Wahrscheinlichkeit neben der Zurschaustellung von Reichtum einer Region auch der Tourismus eine Rolle gespielt. Weitere typische Eigenschaften sind unter anderem Flachstickereien.

### Tracht um Schleife

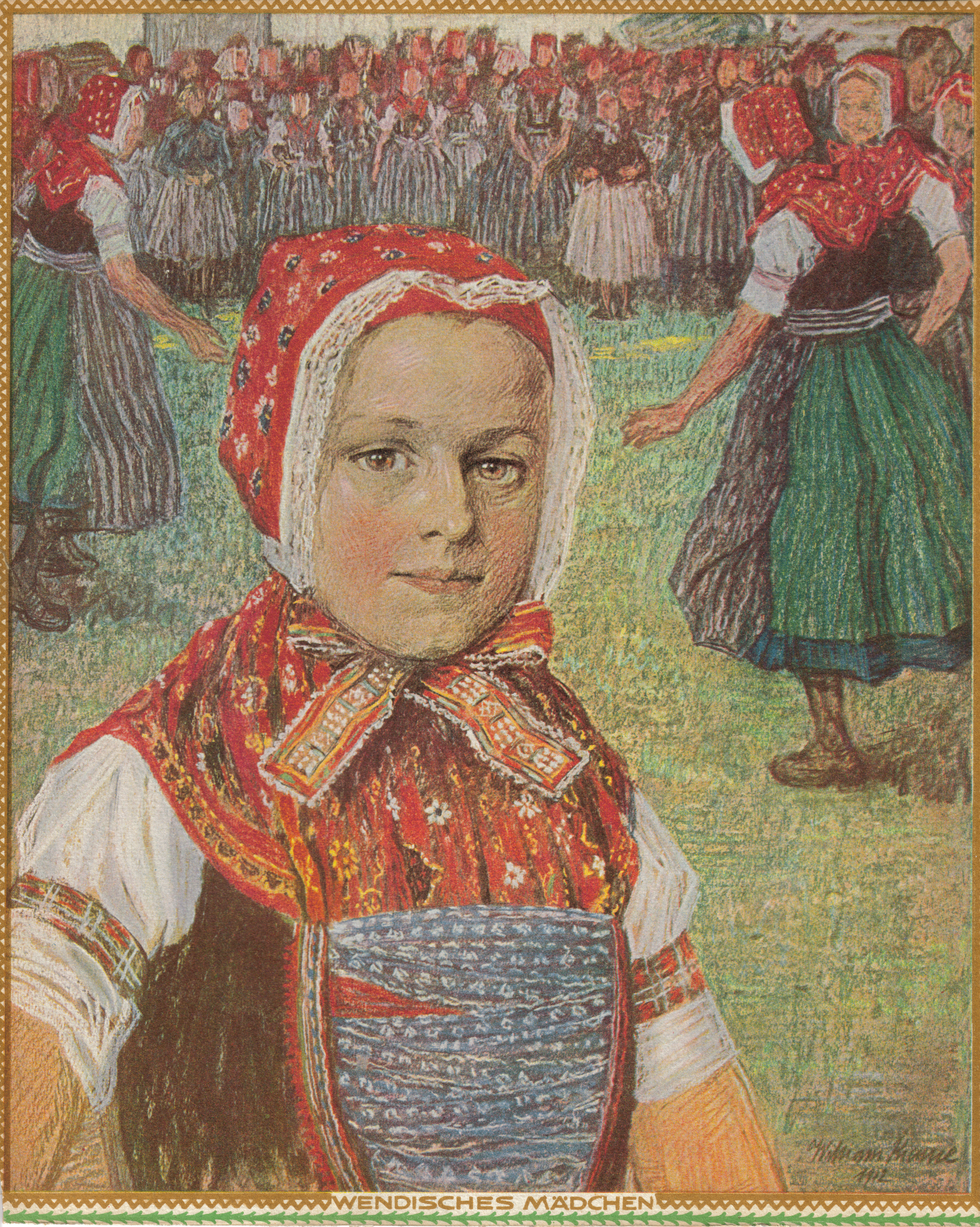
Mädchen in der Schleifer Tracht

Die Schleifer Tracht wird in den Ortschaften des Schleifer Kirchspiels noch getragen. Die verschiedenen Schleifer Trachten weisen eine große Farbigkeit auf. Typisch sind rote Kappen, die die unverheirateten Mädchen tragen. Hauptmaterialien der Trachten sind Woll- und Leinenstoffe; wichtig ist zudem der Blaudruck, der bei der Ausgestaltung eine wesentliche Rolle spielt.
Die täglichen Trägerinnen der Alltagstracht waren zur Wende zumeist schon über 60 Jahre, sodass sich bis in die 2020er Jahre ein schleichendes Verschwinden der Tracht aus dem dörflichen Alltag bemerkbar gemacht hat. Sie hat jedoch einen festen Platz bei verschiedenen Veranstaltungen im Kirchspiel. Auch das Dźěćetko wird in mehreren Dörfern weiterhin jährlich zur Vorweihnachtszeit eingekleidet.

### Die Muskauer Tracht
Die Muskauer Tracht ist eine der sogenannten „Truhentrachten“. Sie ähnelt der Schleifer Tracht, weicht aber beispielsweise mit einem Spitzenkranz an der Haube und einer Kinnschleife (Šnorka) in Weißstickerei von jener ab. Nach 2000 gab es Bemühungen, diese Tracht, vor dem Vergessenwerden zu bewahren.

### Tracht um Hoyerswerda
Die Tracht der Sorben um Hoyerswerda wird heute noch in 24 Ortschaften getragen. Wie bei den Schleifer Trachten werden häufig Woll- und Leinenstoffe verwandt, jedoch sind Seide und Tüll auch bei der Gestaltung wichtig. Die Tracht um Hoyerswerda besitzt eine stark ausgeprägte Symbolik, daher resultiert auch, dass diese die variantenreichste unter den sorbischen Trachten ist. Die Alltagstrachten unterscheiden sich wenig voneinander, dafür die Festtrachten umso mehr. Frauen tragen bis heute unter anderem Glasperlen als Schmuck, da zur damaligen Zeit kaum eine der Frauen, in diesem ländlichen Gebiet, wertvolleren Schmuck besessen hatte.

### Tracht der katholischen Sorben
Das Verbreitungsgebiet der katholischen Tracht deckt sich weitestgehend mit der Fläche der katholischen Kirchspiele im obersorbischen Kernsiedlungsgebiet um Bautzen, Kamenz und Hoyerswerda, aber auch in und um Radibor wird die Tracht noch getragen. Durch die schon früh einsetzende Industrialisierung in diesem Gebiet erlangten die Bewohner schon zeitig einen gewissen Wohlstand, der sich auch beim Schmuck und bei der Tracht bemerkbar macht. Es werden vor allem Tuche, Seide, gute Wollstoffe und sogar Pelze verarbeitet. Durch den starken Einfluss der Kirche sind die katholischen Trachten streng und dunkel gehalten. Bei den Trauer- und Prozessionstrachten haben sich in den weißen Umhüllungen archaische Züge erhalten.

### Tracht der evangelischen Sorben um Bautzen
Die Tracht der evangelischen Sorben um Bautzen verschwand Anfang des 19. Jahrhunderts schrittweise aus dem Alltag, wird aber heute wieder zu besonderen Anlässen, wie Konfirmationen oder Festumzügen getragen. Die heute vorhandenen Trachten wurden anhand von Fotografien, schriftlichen Beschreibungen und erhaltenen Einzelstücken den Originalen nachgebildet und werden zum Beispiel vom Trachtenverein Hochkirch gepflegt. Es existieren abhängig von Anlass, Familienstand und Jahreszeit zahlreiche Varianten der Tracht. Bezüglich des Wetters wird zwischen „angezogener“, das heißt langärmliger Tracht und „ausgezogener“, also kurzärmliger Tracht unterschieden. Die angezogene Kirchgangstracht umfasst z. B. eine schwarze, langärmlige Jacke, während bei der ausgezogenen Tracht eine weiße Bluse getragen wird. Die Kirchgangstracht der verheirateten Frauen ist in schwarz-weiß gehalten. Über einem schwarzen Rock und schwarzem Spenzer werden eine weiße Spitzenschürze und ein weißes Schultertuch getragen. Wesentliches Unterscheidungsmerkmal zu unverheirateten Frauen ist die schwarze Haube. Mädchen und unverheiratete Frauen tragen zu kirchlichen Anlässen dagegen eine weiße Haube. Zudem ist ihre Tracht mit farbigen Elementen wie bunten Bändern, Tüchern oder Perlenketten verziert. Noch farbiger und teilweise mit einem Blumenkranz statt der Haube ist die Tanztracht der Mädchen. Bei der Arbeitstracht, z. B. für die Spinnte, werden gröbere Stoffe und gedeckte Farben verwendet.

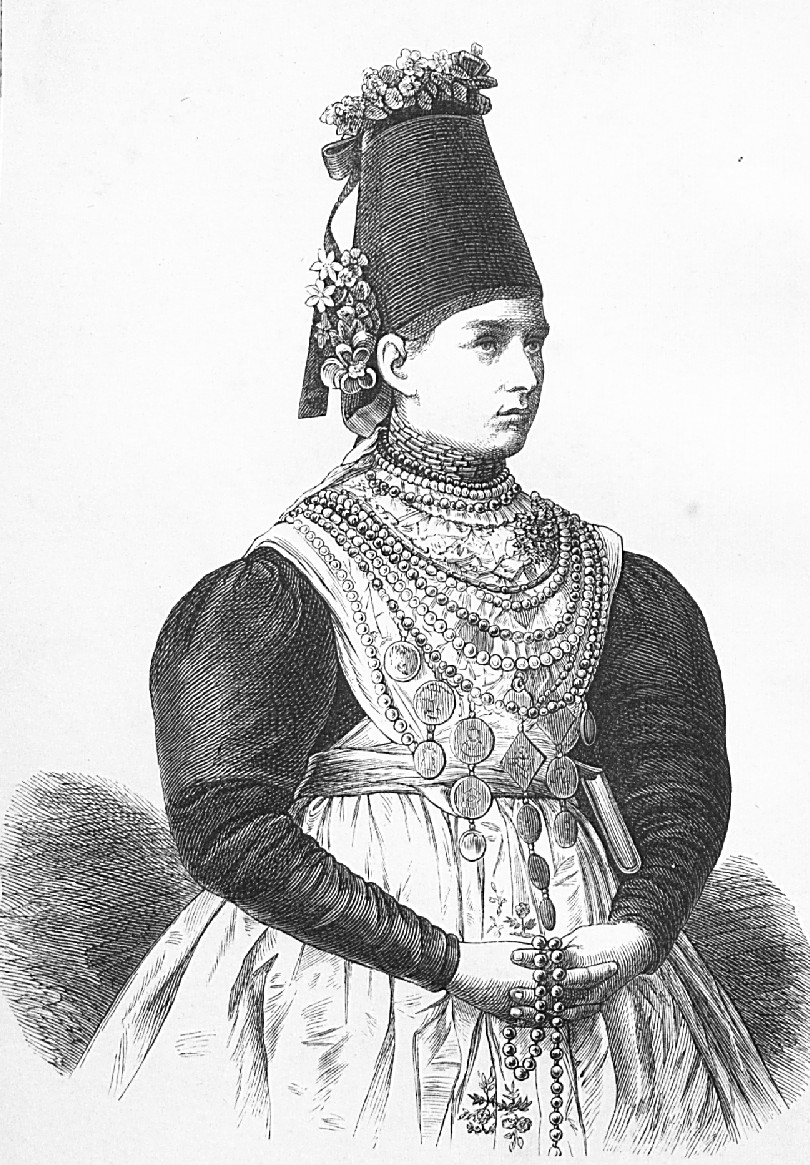
Sorbisch-katholische Brauttracht um 1870
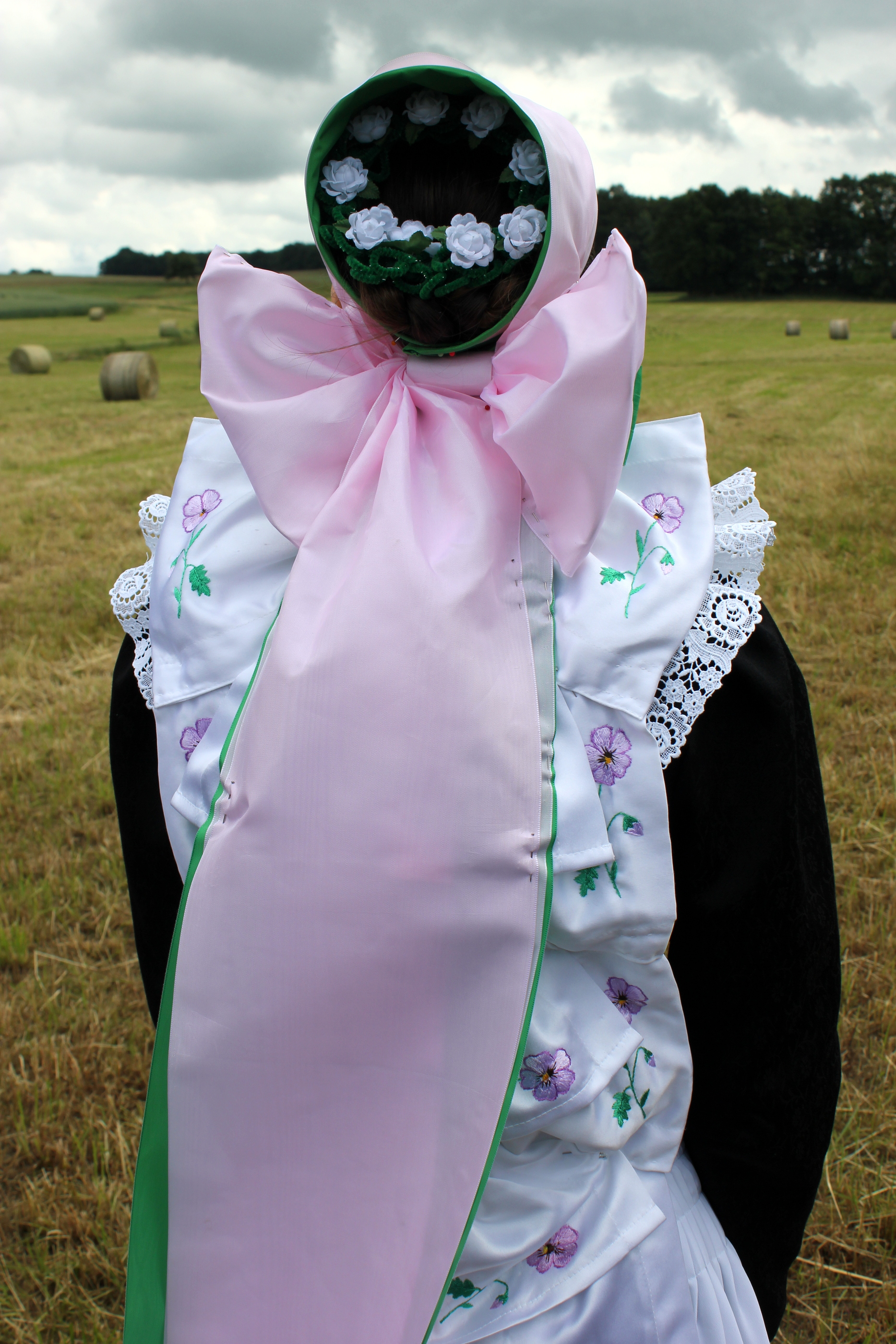
Brautjungferntracht (družka) von hinten
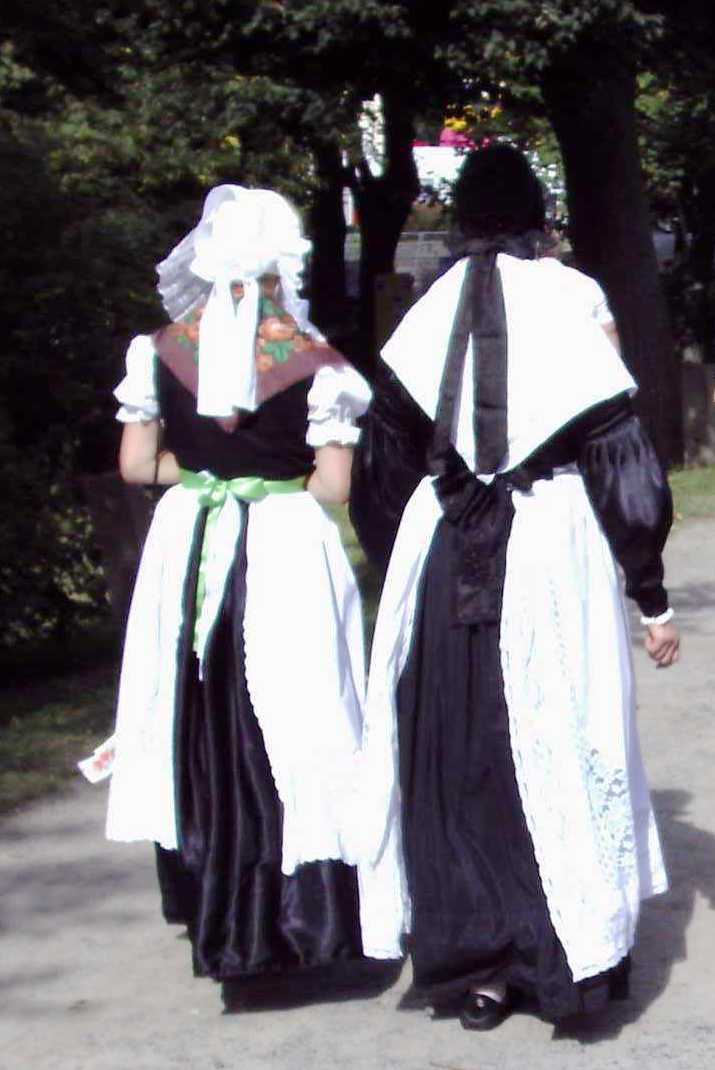
„Ausgezogene“ Kirchgangstracht für unverheiratete (links) und „angezogene“ für verheiratete Protestantinnen um Bautzen
Rekonstruierte obersorbische Herrentracht 2010

## Sorbische Männertrachten
Die wesentlich weniger aufwendige sorbische Herrentracht ist seit ca. 1870 bereits weitestgehend verschwunden und der üblichen Herrenmode gewichen. Eingehende Studien über die alten Männertrachten, die im gesamten sorbischen Gebiet relativ homogen waren, fehlen, da sie hinter der Frauentracht in der Aufmerksamkeit zurückbleiben.
Trotzdem lassen sich ungefähr fünf Kategorien der Männertracht feststellen. Die Kirchgangstracht bestand aus einem blauen Leinenkittel oder Leinenmantel, der bis ca. 1830 ohne Fütterung gewesen ist. Dieser Mantel war hoch aufgeschlossen und besaß einen niedrigen Stehkragen und eine hohe Anzahl an Silberknöpfen an der Knopfleiste, Taschen und Ärmeln, die vor allem den Wohlstand des Trägers zeigten. Aus der unter der Tracht getragenen Weste, die häufig aus rotem Stoff gefertigt war, entwickelte sich nach 1830 eine Fütterung des Mantels, die teils, in Anlehnung an die Weste, herausgenommen werden konnte, später auch fest eingenäht vorkam. Vermutlich entwickelte sich in dieser Zeit auch die Praxis, den Mantel mit Vorstößen zu verzieren. Diese waren meistens in roter Farbe, so in der Bautzner und Hoyerswerdaer Region, aber auch in der Region um Guben. In Schleife, wo sich diese Mäntel bis nach 1900 am längsten hielten, waren die Vorstöße allerdings weiß. Durch die Nationalsozialisten fand diese Trachtenform auf einem Wahlplakat von 1932 Verwendung. Heute werden gelegentlich für das Sorbische Nationalensamble diese alten Mäntel angefertigt. In der Oberlausitz ist sonst derzeit lediglich noch ein Trachtenträger dieses Mantels bekannt.
Neben dem blauen Mantel war ursprünglich ein weißer Mantel als Tanztracht oder Festtracht in der ganzen Lausitz bekannt.
Diese Trachtenform verschwand ebenfalls um 1880, wird jedoch im Spreewald vor allem gelegentlich zu folkloristischen Anlässen verwendet. Varianten dieses Mantels finden sich auch in tschechischen Trachtenregionen. Ein spärlicher Rest der Festtracht sind Gebinde und Sträuslein aus bestickten Tüchern, Bändern und Pflanzenimitationen, die an der Kleidung, am Hut oder am Stock zu festlichen Anlässen getragen werden.
Eine Sonderform einer festlichen Tracht stellt die Kleidung der Osterreiter in der katholischen Lausitz dar. Diese besteht aus einem schwarzen Gehrock und Zylinder und ist speziell auf die Tauglichkeit zum Reiten ausgelegt. Diese Reitertracht, die ebenfalls durch reich verzierte Bänder und Tücher ergänzt wird, ist vom Gebrauch her die Häufigste, wird jedoch lediglich direkt zu Ostern getragen.
In Schleife hat sich zudem die Tracht der Musikanten erhalten, welche durch einen Dreispitz, verzierten blauen Jacken und langen weißen Hosen erkennbar ist.
Nur unwesentlich von der gewöhnlichen Arbeitskleidung um 1900 unterscheidet sich dagegen die sorbische Arbeitstracht, welche aus leinernen Hemden und Beinkleidern, wie einer blauen Schürze bestand. Diese Form der Tracht findet sich gelegentlich noch im Alltagsgebrauch, häufiger jedoch als Ergänzung zur Frauentracht bei der Darstellung eines Trachtenpaares, z. B. auch zur Vogelhochzeit.
Die Beinkleider dagegen waren sehr verschieden. Bis ca. 1880 wurden teilweise weiße oder hellgelbe Kniehosen getragen, wie sie auch bei tschechischen Männertrachten üblich sind. In Schleife werden bis heute zur Tracht des Musikers lange weiße Hosen mit einer seitlichen Knopfleiste getragen. Außerdem waren lange Hosen aus Leinen verbreitet, in neuerer Zeit auch häufiger in dunklen Farben.
Die Kopfbedeckung dagegen war sehr verschieden und lässt sich keiner bestimmten Trachtenregion zuordnen. Die wohl älteste Kopfbedeckung war eine Fellmütze aus weißem Schafsfell oder anderen hellen Materialien mit einem schwarzen Zipfel. Ebenfalls weite Verbreitung fand eine meist blaue Schirmmütze, die auch heute gelegentlich getragen wird. Zusätzlich hielt sich der Dreispitz als Trachtenteil in einigen Regionen bis heute in der Tracht des Musikers und Hochzeitsbitters. Zu den Hochzeitsanzügen, wie auch zu der ähnlichen Tracht der Osterreiter findet der Zylinder bis heute Verwendung.